# Leonora (Sängerin)
Leonora (eigentlich Leonora Colmor Jepsen; * 3. Oktober 1998 in Hellerup) ist eine dänische Sängerin und Eiskunstläuferin.

## Leben
Geboren und aufgewachsen in Hellerup, wo sie heute immer noch lebt, machte Leonora dort auch ihren Schulabschluss am Gammel Hellerup Gymnasium. Sie schreibt gerne Lieder, die sie dann in Cafés, Büchereien und bei kleinen Schulkonzerten vorstellt.
Als Eiskunstläuferin nahm sie an den Eiskunstlauf-Juniorenweltmeisterschaften 2016 und am ISU Junior Grand Prix 2015 in Riga teil. Im Dezember 2016 gewannen sie und ihr Bruder Linus Goldmedaillen beim dänischen nationalen Eiskunstlaufwettbewerb Danske Mesterskaber. Heute ist sie nicht mehr als Eiskunstläuferin, sondern als Eiskunstlauf-Trainerin und Choreografin aktiv.
2019 nahm Leonora als Sängerin am Dansk Melodi Grand Prix 2019 teil. Ihr Lied Love Is Forever wurde von Lise Cabble, Melanie Wehbe und Emil Lei geschrieben und wird auf vier verschiedenen Sprachen, Englisch, Französisch, Dänisch und Deutsch, gesungen. Am Ende konnte sie das Superfinale erreichen und dort die Vorentscheidung mit 42 % gewinnen. Damit vertrat sie Dänemark beim Eurovision Song Contest 2019 in Tel Aviv, Israel. Leonora konnte sich für das Finale qualifizieren und erreichte dort den zwölften Platz.

## Diskografie

### Singles
- 2019: Love Is Forever
- 2020: Turquoise